# Vikträsk (sjö, lat 60,12, long 24,28)
Vikträsk är en sjö i Sjundeå kommun i Finland.   Den ligger i landskapet Nyland, i den södra delen av landet, 40 km väster om huvudstaden Helsingfors. Vikträsk ligger 0,2 meter över havet. Arean är 1,9 kvadratkilometer och strandlinjen är 7,54 kilometer lång. Sjön  ingår i Sjundeå å huvudavrinningsområde.  Det finns också ett annat Vikträsk i Sjundeå. 
I övrigt finns följande vid Vikträsk:
- Sjundbyån (ett vattendrag)